# 哀歌 (エレジー)
『哀歌（エレジー）』（エレジー）は、2007年1月17日に発売された日本の男性歌手・平井堅の25枚目のシングル。発売元はデフスターレコーズで、規格品番はDFCL-1340。

## 概要
前作「バイマイメロディー」以来約半年ぶりのリリースで、発売日の2007年1月17日は平井の35歳の誕生日。
表題曲は、「瞳をとじて」以来の映画主題歌。また、本作と次作「君の好きなとこ」は形の異なる純愛を題材とした「純愛2部作」となっている。
PVでは曲と映画のイメージにあわせ、上半身裸の姿を披露している。

## 収録曲・解説
1. 哀歌（エレジー） (5:22)
（作詞・作曲:平井堅、編曲:亀田誠治）
東宝映画･日テレ･読売テレビ制作作品『愛の流刑地』主題歌。原作と映画台本を元に書き下ろされた楽曲で、ヒロイン・冬香の描写にインスパイアを受けた結果、初めて女性目線の楽曲になっている[3]。タイトルは100以上もの案の中から、「エレジー」という言葉の雰囲気と実際の意味が曲に合っているということでつけられた。
2. Kiss (4:51)
（作詞・作曲:平井堅、編曲:石成正人）
3. POP STAR 〜winter lover version〜 (4:51)
（作詞・作曲:平井堅、編曲:亀田誠治）
フジテレビ系ドラマ『危険なアネキ』主題歌「POP STAR」の別バージョンで、劇中挿入歌として使われたミディアム・スローバージョン。携帯の着うた(R)で配信販売されていた[4]が、アルバムには未収録。
4. 哀歌（エレジー） 〜less vocal〜 (5:21)
（作曲:平井堅、編曲:亀田誠治）

## カバー
哀歌（エレジー）
- 坂本冬美 - アルバム「Love Emotion」（2021年10月27日）収録[5]

## 関連作品
哀歌(エレジー)
- FAKIN' POP
- Ken Hirai Singles Best Collection 歌バカ2

kiss
- Ken Hirai 15th Anniversary c/w Collection '95-'10 “裏 歌バカ”